# Baleares (cruzador)
O Baleares foi um cruzador pesado operado pela Armada Espanhola e a segunda e última embarcação da Classe Canarias, depois do Canarias. Sua construção começou em agosto de 1928 na Sociedad Española de Construcción Naval em Ferrol e foi lançado ao mar em abril de 1932, entrando em serviço em dezembro de 1936. Era armado com uma bateria principal composta por oito canhões de 203 milímetros montados em quatro torres de artilharia duplas, tinha um deslocamento cartregado de treze mil toneladas e alcançava uma velocidade máxima de 33 nós.
O Baleares foi tomado pela facção nacionalista da Guerra Civil Espanhola ainda durante sua construção, sendo apressadamente finalizado e colocado em serviço para poder participar do conflito. Ele se envolveu de diversas operações e batalhas na guerra, como a Batalha de Málaga, afundando ou capturando várias embarcações republicanas. O navio estava escoltando um comboio junto com o Canarias na noite de 5 para 6 de março de 1938 quando foi atacado e torpedeado por vários contratorpedeiros republicanos na Batalha do Cabo de Palos, sendo afundado.